# A. Blaine Miller
A. Blaine Miller est un réalisateur et scénariste américain.

## Filmographie

### comme réalisateur
- 2005 : Strike the Tent
- 2011 : 40 Fears